# Tlak
Tlák ali pritísk (oznaka p ali redkeje P) je kot fizikalna intenzivna količina razmerje med velikostjo ploskovno porazdeljene (normalne) sile Fn in površino ploskve S, na katero ta sila prijemlje. V diferencialni obliki se lahko zapiše:
{\displaystyle \mathrm {d} \mathbf {F} _{\rm {n}}=-p\,\mathrm {d} \mathbf {S} =-p\,\mathbf {n} \,\mathrm {d} S\!\,.}
V mirujoči tekočini pritiska sila vedno pravokotno na ploskev, zato tlak ni odvisen od smeri ploskve. Predznak je izbran tako, da je tlak v tekočini pozitiven.
Tlak je ena od osnovnih termodinamskih spremenljivk, od katere je odvisno stanje kapljevine ali plina. Je skalarna količina in povezuje vektor površinskega elementa (vektor normalen na površino) in normalno silo, ki deluje nanj. Tlak je skalarna obratno sorazmernostna konstanta, ki povezuje dva normalna vektorja. IUPAC priporoča označbo za tlak z malo črko p. V tujih virih se bolj rabi označba P. Raba p ali P je odvisna tudi od področja, kjer se obravnava, od drugih sorodnih rabljenih simbolih, kot sta npr. oznaki za moč ali gibalna količina (posebej v kvantni mehaniki), in od sloga pisanja.
Mednarodni sistem enot določa za tlak enoto pascal (okrajšava Pa), enako enemu newtonu na kvadratni meter. Druge enote za merjenje tlaka so še: funt na kvadratni palec (PSI), bar, atmosfera in tor oz. milimeter živega srebra.

## Tlačni tenzor
V gibajoči se tekočini, še bolj pa pri trdnih snoveh se ne more več upoštevati, da je sila pravokotna na podlago. Zvezo med silo in ploskvijo, na katero sila deluje, je treba zato zapisati v splošnejši obliki:
{\displaystyle d\mathbf {F} =-{\underline {p}}\cdot d\mathbf {S} \!\,.}
Pri tem je p tlačni tenzor. Za mirujoče tekočine je tlačni tenzor izotropen. V elastomehaniki se za isti tenzor z nasprotnim predznakom uporablja izraz (Cauchyjev) napetostni tenzor σ:
{\displaystyle {\underline {\sigma }}=-{\underline {p}}\!\,.}
Po splošni teoriji relativnosti tlak povečuje jakost gravitacijskega polja in tako prispeva k masno-energijskemu vzroku gravitacije. Ta učinek je v vsakdanjem življenju neopazen, zelo pomemben pa je na primer pri nevtronskih zvezdah, čeprav ga še niso eksperimentalno preskušali.

## Merjenje tlaka
Za merjenje tlaka se uporablja manometer, npr. membranski manometer, manometer na Bourdonovo cev ali kapljevinski manometer.
Manometer za merjenje zračnega tlaka je barometer, npr. živosrebrni barometer ali kovinski barometer (aneroid).
Za merjenje zelo majhnih tlakov se uporablja vakuummeter, npr. ionizacijski vakuumeter.
Meri se tudi krvni tlak. Za to, da dobijo glava in mišice dovolj krvi, zagotavlja srce z določenim tlakom in številom utripov.

## Tlak in pritisk
V pogovorni rabi se pogosto rabi izraz »pritisk« v pomenu kvocienta med velikostjo sile in površine, npr. »pritisk v gumah«, »krvni pritisk« ipd.
V tehniki ima izraz »pritisk« drug pomen: to je sila, ki deluje na kaj, npr. »dovoljeni pritisk na os«.